# Ewa Rossano
Ewa Rossano (ur. w 1973 we Wrocławiu) – polska rzeźbiarka i malarka.
Dyplom z malarstwa uzyskała we wrocławskiej Akademii Sztuk Pięknych, w pracowni prof. Andrzeja Klimczaka-Dobrzanieckiego, następnie w École Supérieure des Art Décoratifs w Strasburgu otrzymała dyplom z rzeźby. Studiowała również w Akademii Besaleela w Jerozolimie. Rzeźby artystki to najczęściej kompozycje łączące brąz ze szkłem. Swoje prace poza Polską wystawiała w takich krajach jak: Francja, Czechy, Wielka Brytania, Szwajcaria i Izrael oraz w Parlamencie Europejskim i UNESCO. Jest autorką statuetki nagrody literackiej "Angelus", pomnika Anioła Ślązaka i rzeźby plenerowej "Kryształowa Planeta" we Wrocławiu.